# Tuulna
Tuulna – wieś w Estonii, w prowincji Harju, w gminie Keila.